# 岡山県道242号川入巌井線
岡山県道242号川入巌井線（おかやまけんどう242ごう かわいりいわいせん）は、岡山県岡山市北区を通る一般県道である。

## 概要
岡山市と倉敷市を結ぶ都市計画道路「富本町三田線」に指定されており、起終点の前後の幹線市道と一体なって、両市を結ぶ大動脈の一つ。国道2号の旧道である岡山県道162号岡山倉敷線のバイパスとしても機能している。山陽新幹線の高架下に設けられた側道を通ることから、本路線を含む岡山市北区富町 - 倉敷市二子の区間（11.3 km）については「新幹線側道」の通称が使われている。なお、実際に新幹線の高架下を通るのは花尻ききょう町から西の区間である。
開通当時は新幹線高架の北側（上り線）を用いての暫定2車線になっていたが、慢性的に発生していた渋滞の緩和を目的に、2005年度（平成17年度）より新幹線高架の南側に2車線設けることによる4車線化工事に着手。2012年（平成24年）5月19日に白石東新町 - 中撫川の区間（2.9 km）が供用開始され、本県道部分の4車線化が完成した。残る、中撫川 - 倉敷市上東の区間（840 m）についても2015年（平成27年）12月5日に供用開始され、新幹線側道の4車線化が全線で完了した。

### 路線データ
- 起点：岡山県岡山市北区川入（川入交差点、岡山県道245号真金吉備線上）
- 終点：岡山県岡山市北区高柳西町（岡山県道236号巌井野田線交点）
- 総延長：5.1 km

## 路線状況

### 別名
- 新幹線側道（岡山市北区）

### 重複区間
- 岡山県道245号真金吉備線（岡山市北区川入・川入交差点 - 岡山市北区西花尻）

### 道路施設

#### 橋梁
- 野花大橋（笹ヶ瀬川、岡山市北区）

## 地理

### 通過する自治体
- 岡山市（北区）

### 交差する道路
| 交差する道路 | 交差する場所 | 交差する場所      |
| --- | ------------ | ----------------- |
| 岡山県道245号真金吉備線 重複区間起点 岡山市道306000031号川入中撫川2号線 / 新幹線側道（岡山方面） 岡山市道306000032号川入中撫川3号線 / 新幹線側道（倉敷方面） | 川入         | 川入交差点 / 起点 |
| 岡山県道245号真金吉備線 重複区間終点 | 西花尻       |                   |
| 岡山県道61号妹尾御津線 | 花尻あかね町 |                   |
| 国道180号 / 岡山西バイパス | 野殿西町     | 野殿西町交差点    |
| 岡山県道236号巌井野田線 岡山市道401245028号高柳西町28号線 / 新幹線側道                                                                                       | 高柳西町     | 終点              |

### 交差する鉄道
- 山陽新幹線[注釈 2]

### 沿線
- 中国学園大学
- 中国短期大学（中国学園大学と同じ敷地）
- 岡山西警察署
- 岡山県立岡山大安寺中等教育学校
- JR西日本吉備線 大安寺駅
- JR西日本山陽本線 北長瀬駅
- JR西日本博多総合車両所岡山支所
- 犬養木堂（犬養毅）生家
- 犬養木堂記念館